# 토피소팜
토피소팜(Tofisopam, 상품명으로 '그란닥신(환인제약)' 등이 사용된다)은 벤조디아제핀 계열에 속하는 비습관성 신경 안정제이다.

## 작용 기전
2,3-Benzodiazepine 계열에 속하므로, 기존의 1,4-벤조디아제핀계의 여러 작용중 항불안작용만을 특징적으로 나타내며 근이완, 진정, 의존성 등의 부작용은 감소시켜, 항불안작용과 동시에 자율신경 고위중추인 시상하부에 작용하여 교감 및 부교감신경간의 긴장불균형을 개선시키는 자율신경조절제(Psychovegetative Regulator)로서, 두통, 두중, 권태감, 심계항진, 발한 등 다양한 자율신경실조증상과 갱년기장애 증상 개선에 우수한 효과를 발휘하여 일상적 업무능력을 향상시켜주고 정상적인 생활을 가능케 하므로, 장기 복용시에 의존성 등 오남용의 우려가 현저히 낮은 자율신경조절제이다.

## 효능 및 효과
두통, 두중감, 권태감, 심계항진, 발한 등의 자율 신경 불균형 증상